# Trixoscelis sabinaevae
Trixoscelis sabinaevae är en tvåvingeart som beskrevs av Miguel Carles-Tolrá 1993.
Trixoscelis sabinaevae ingår i släktet Trixoscelis och familjen myllflugor. Artens utbredningsområde är Spanien. Inga underarter finns listade i Catalogue of Life.